# Cem Belevi
Cem Belevi (4 de junio de 1987, en İzmir) es un actor y cantante de música pop turco. Es más conocido por su colaboración con Ayshe en la canción "Kim Ne Derse Desin".
Estudió negocios internacionales en la Universidad Brunel. Su madre es una pintora y su padre es un pianista.

## Carrera
Liberó su álbum debut "Bilmezsin" en 2013. "Günaydın Sevgilim" (en inglés: 'Good morning my lover:) fue la canción principal y el primer vídeo para el álbum. Este álbum sin embargo no consiguió mucha atención del público, pero la canción consiguió llamar la del ejecutivo de música turca Samsun Demir. La misma fue posteriormente re-arreglada en el álbum Enbe Orkestrası & Behzat Gerçeker. En 2014, realizó un dúo con Ayshe para "Kim Ne Derse Desin", versión turca del mambo ¿Quién será?. La canción se volvió exitosa en Turquía y estuvo nominada en la categoría de mejor debut en los premios Música de Turquía 2014.
En 2015, lanzó su segundo sencillo "Sevemez Kimse Seni", un cover de la canción de Suat Sayın anteriormente interpretada por Zeki Müren y Muazzez Ersoy. El vídeo musical fue estrenado el 25 de mayo de 2015, y fue dirigido por Hasan Kuyucu. El vídeo está ambientado en Santorini.

## Actuación
En 2015, comenzó a actuar en "Inadına Aşk", una serie de televisión de Fox (Turquía).

## Discografía
- Bilmezsin (Taş Plak, 2013)

### Sencillos
- "Kim Ne Derse Desin" - Ayshe ft. Cem Belevi (DMC, 2014)
- "Sevemez Kimse Seni" (DMC, 2015)
- "Sor" (DMC, 2015)
- "Hayat Belirtisi" (DMC, 2015)
- "Alışamıyorum" (Ozinga, 2016)

### Otras participaciones
- "Günaydın Sevgilim" de Enbe Orkestrası & Behzat Gerçeker (DMC, 2015)[9]
- "Yollarım Olsa" - Enbe Orkestrası feat. Cem Belevi, de Inadına Aşk

## Videos musicales
| Año  | Canción                                     | Álbum     | Director         |
| ---- | ------------------------------------------- | --------- | ---------------- |
| 2013 | "Günaydın Sevgilim"                         | Bilmezsin | Emir Khalilzadeh |
| 2014 | "Kim Ne Derse Desin" - Ayshe ft. Cem Belevi | sencillo  | Murad Küçük      |
| 2015 | "Sevemez Kimse Seni"                        | sencillo  | Hasan Kuyucu     |
| 2015 | "Sor"                                       | sencillo  | Ulaş Elgin       |
| 2016 | "Alışamıyorum"                              | sencillo  | Hasan Kuyucu     |